# Sępia Przełączka
Sępia Przełączka (słow. Supia štrbina, niem. Mittlere Fünfseenscharte, węg. Középső-Öt-tavi-csorba) – przełączka położona w słowackiej części Tatr Wysokich. Znajduje się w długiej grani bocznej odchodzącej na południowy wschód od Wyżniego Baraniego Zwornika w kierunku Durnego Szczytu. Oddziela ona Sępią Turnię od Pięciostawiańskiej Turni. Na jej siodło nie prowadzą żadne znakowane szlaki turystyczne, najdogodniejsza droga dla taterników wiedzie  ze Schroniska Téryego w Dolinie Pięciu Stawów Spiskich przez Pośredni Spiski Kocioł.
W północnych ścianach grani z Sępią Przełączką, opadających do Doliny Dzikiej, znajduje się Dzika Galeria – wielki system tarasów prowadzący spod Spiskiej Grzędy aż pod wierzchołek Sępiej Turni.
Polska i słowacka nazwa Sępiej Przełączki pochodzi od Sępiej Turni. Nazwy niemiecka i węgierska pochodzą od Pięciostawiańskiej Turni, której to nazwa wywodzi się od położonej poniżej Doliny Pięciu Stawów Spiskich.
Pierwsze wejścia:
- Károly Jordán i Gyula Dőri, 18 lipca 1901 r. – letnie,
- Eugen Fehér i Milan Valovič, 23 kwietnia 1953 r. – zimowe[2].

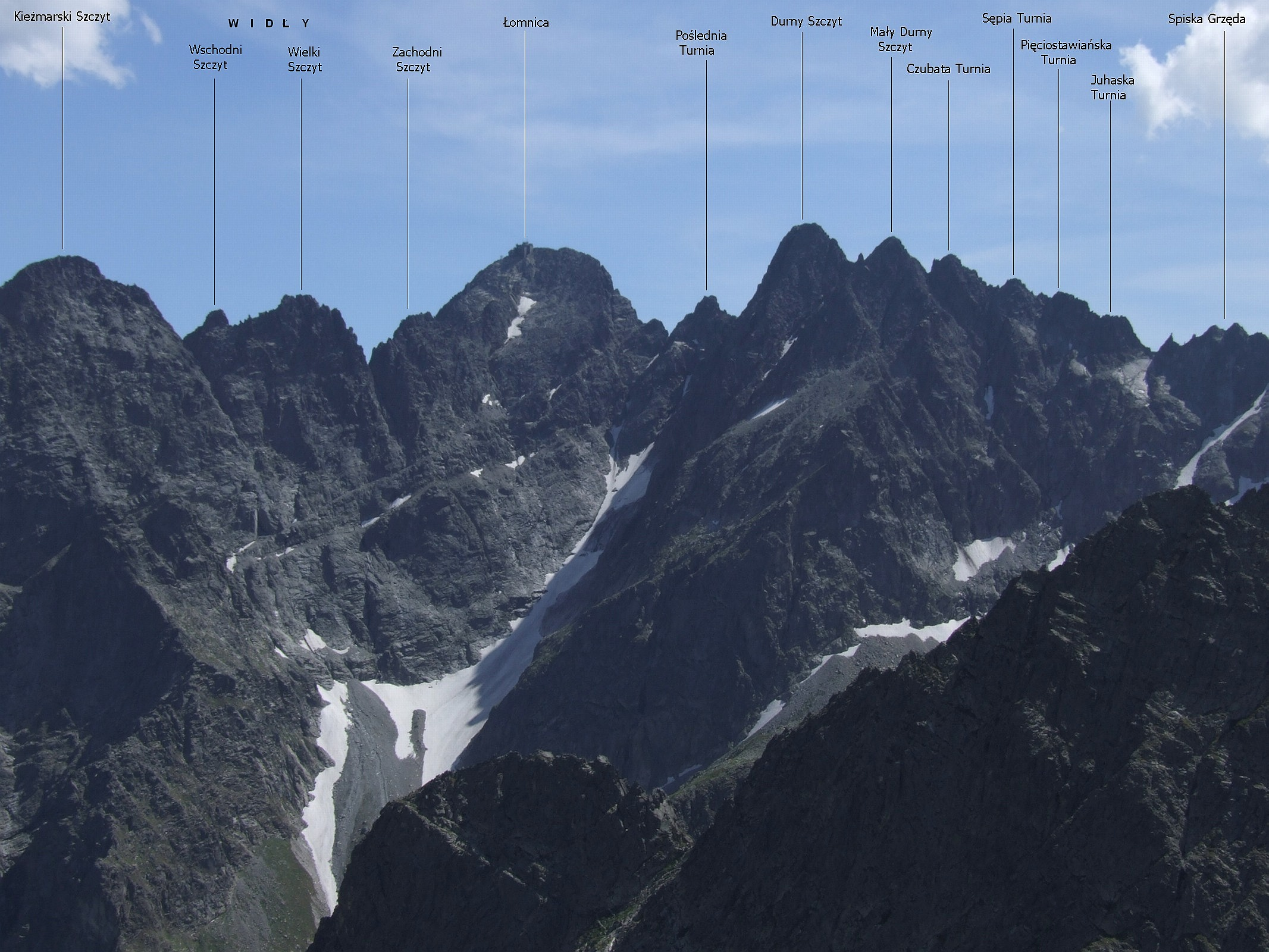
Sępia Przełączka widoczna pomiędzy Sępią Turnią a Pięciostawiańską Turnią (obie podpisane)